# Pedra dels dotze angles
La pedra dels dotze angles és un bloc de pedra de la cultura inca que forma part d'un palau ubicat al carrer Hatun Rumiyoq, a la ciutat de Cuzco, Perú, popularment conegut pel seu gran acabat i vorejat perfeccionista, propi de l'arquitectura inca i actualment considerat Patrimoni Cultural de la Nació del Perú. La pedra forma part de la seu del Palau Arquebisbal de Cusco, que anteriorment va ser la residència d'Inca Roca, el sisè sobirà del Curacazgo del Cuzco.
El 8 de març del 2014 la pedra va patir una pintada mitjançant un acte vandàlic i el bloc no va poder ser netejat completament.

## Característiques

Pedra dels 12 angles a Cuzco, Perú.

La pedra dels dotze angles està composta per una formació diorita i va cobrar popularitat pel seu gran acabat i vorejat de dotze angles denotant una arquitectura incaica perfeccionista en no existir asimetries a les seves unions.
El bloc està categoritzat com a Patrimoni Cultural de la Nació del Perú i se situa a la ciutat de Cuzco, a 1105 km de Lima. La pedra es visita constantment pel fet que és una gran mostra del coneixement inca en l'evolució de la construcció. Hi ha altres pedres amb els mateixos o més vèrtexs però la pedra dels 12 angles és la més famosa. Es troba al carrer Hatun Rumiyoq, al centre de la ciutat.